# IWork
iWork é a suíte de aplicativos corporativos da Apple Inc. dos sistemas operacionais que o macOS, iOS e iPadOS. Contém um processador de texto, o Pages, um editor de apresentações, o Keynote, e o Numbers, um programa de planilha eletrônica.
embora seja considerado como um "sucessor do AppleWorks", a suíte não replica a funcionalidade do programa de banco de dados e de ferramenta de desenho.

## História
A primeira versão da suíte, o iWork '05, foi anunciado em 11 de janeiro de 2005, na Macworld Conference & Expo, e se tornou disponível à venda no dia 22 de janeiro nos Estados Unidos e mundialmente no dia 29 de janeiro do mesmo ano. A suíte consituía de dois aplicativos: Keynote 2 e Pages. O iWork '05 foi vendido por 79 dólares. Uma versão de testes estava também disponível para download no site da Apple.
A segunda versão, intitulada iWork '06, foi lançada em 10 de janeiro de 2006 e continha versões atualizadas dos programas Pages e Keynote. Ambos foram lançados como binário universal pela primeira vez, permitindo que eles rodassem nativamente em processadores PowerPC e Intel.
A próxima versão do programa, o iWork '08, foi anunciado e lançado no dia 7 de agosto de 2007 em um evento especial para a imprensa no campus da Apple em Cupertino, Califórnia. Como apresentada em versões anteriores, versões atualizadas dos programas foram apresentadas, com a adição de um terceiro programa à suíte, o Numbers, o seu programa de planilha.
O iWork '09 foi anunciado em 6 de janeiro de 2009 e lançado no mesmo dia, contendo atualizações dos três programas. Ele também incluía acesso a uma versão de testes do serviço iWork.com, que permitia usuários compartilharem arquivos online.
Durante o lançamento do programa, foi anunciado também o aplicativo Keynote Remote, cuja função é controlar uma apresentação através de um dispositivo com o sistema iOS (como iPhone e iPod touch) através de uma conexão wireless.
Em 27 de janeiro de 2010, a Apple anuncia pela primeira vez a versão da suíte para o iPad, como três aplicativos vendidos separadamente por 9,99 dólares cada na App Store. A suíte iWork foi também lançada na Mac App Store no dia 6 de janeiro de 2011, cada aplicativo custando 19,99 dólares.
Durante a Apple Worldwide Developers Conference (WWDC) de 2013, na apresentação de abertura do evento, o serviço iWork para iCloud foi anunciado para lançamento, substituindo o antigo serviço "iWork.com". Os três aplicativos disponíveis para iOS e OS X são apresentados como um serviço web dentro da página do iCloud, após a inserção de um ID Apple e senha. Ele permite a sincronização dos documentos entre os dispositivos e o serviço web e a edição dos documentos através dos navegadores suportados, que são o Safari, Google Chrome e Internet Explorer. Isso amplia o acesso à usuários de computadores rodando o sistema Microsoft Windows através da interface web.

## Programas integrantes
- Pages, um processador de texto.[2]
- Numbers, uma planilha eletrônica.[4]
- Keynote, um editor de apresentações.[3]

### Versões
| Versão do iWork | Versão do Keynote | Versão do Pages | Versão do Numbers | Sistema mínimo requerido                                            | Binário   | Lançamento            |
| --------------- | ----------------- | --------------- | ----------------- | ------------------------------------------------------------------- | --------- | --------------------- |
| iWork '05       | 2.0               | 1.0             | –                 | 10.3.6                                                              | PowerPC   | 22 de janeiro de 2005 |
| iWork '06       | 3.0               | 2.0             | –                 | 10.3.9                                                              | Universal | 10 de janeiro de 2006 |
| iWork '08       | 4.0               | 3.0             | 1.0               | 10.4.10                                                             | Universal | 7 de agosto de 2007   |
| iWork '09       | 5.3               | 4.3             | 2.3               | 10.4.11 (x.0); 10.6.6 (x.1); 10.7.4 (x.2); 10.7.4 (x.3); 10.8 (x.3) | Universal | 6 de janeiro de 2009  |
| iWork para iOS  | 1.7               | 1.7             | 1.7               | iOS 5                                                               | -         | 7 de março de 2012    |